# Roriz (Barcelos)
Roriz is een plaats (freguesia) in de Portugese gemeente Barcelos en telt 2 152 inwoners (2001).

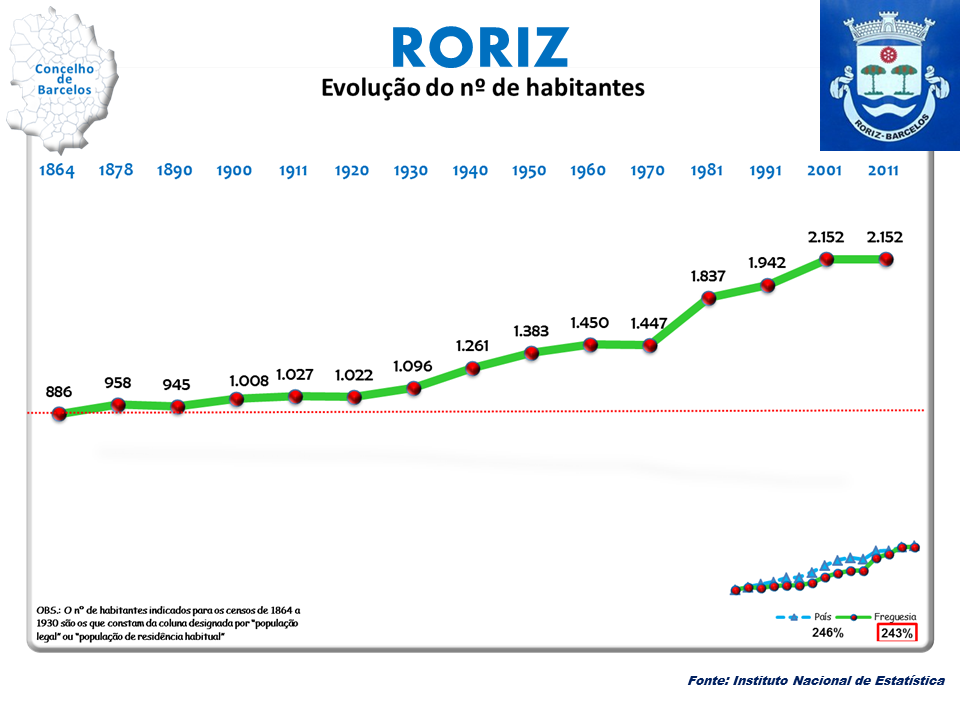
Bevolkingsontwikkeling tussen 1864 en 2011